# Grande Prêmio da Austrália de 1995
Resultados do Grande Prêmio da Austrália de Fórmula 1 realizado em Adelaide em 12 de novembro de 1995. Décima sexta e última etapa da temporada, foi vencido pelo britânico Damon Hill, da Williams-Renault.

## Resumo
- Última prova realizada no circuito de Adelaide e também a última vez que a Austrália encerra uma temporada de F-1 desde 1985. A partir de 1996, passaria a ser a etapa inicial e realizada em um novo circuito, na cidade de Melbourne.
- Melhor resultado da equipe Forti em dois anos de Fórmula 1, chegando na 7º colocação com Pedro Paulo Diniz.
- Primeiro e único pódio de Gianni Morbidelli na F-1.
- Última corrida de Taki Inoue na categoria, depois de uma série de micos e trapalhadas no decorrer da temporada.
- Foi também a última corrida disputada por Karl Wendlinger, Bertrand Gachot, Roberto Pupo Moreno e da equipe Pacific.
- Pedro Lamy protagonizou um momento bizarro na prova, ao rodar sua Minardi por várias vezes, e, mesmo assim, conseguiu conquistar seu primeiro ponto na F1. O primeiro de Portugal na categoria.
- Em outro momento bizarro da prova, Heinz-Harald Frentzen que disputava posição com Johnny Herbert, mandou um "gesto obsceno" para o piloto Mark Blundell, que era retardatário e atrapalhava o piloto alemão. A cena foi ao ar em diversos países, inclusive no Brasil, graças a câmera Onboard que estava no carro do alemão.
- Mika Häkkinen não disputou a corrida por causa de um grave acidente no treino classificatório, ao bater sua McLaren contra uma proteção de pneus.[3]
- Última corrida do motor V12 utilizado pela Ferrari
- Ultima corrida a adotar o sistema de duas luzes como sinal de largada (vermelho e verde).
- Corrida com a maior diferença do primeiro pro segundo colocado.[4]
- É a corrida com o maior público em um fim de semana na história da Fórmula 1, com 520 mil pessoas presentes nos dias de atividades na pista.[5]

## Classificação da prova

### Treinos oficiais
| Pos.   | Nº | Piloto                | Construtor         | Tempo Q1  | Tempo Q2 | Diferença |
| ------ | -- | --------------------- | ------------------ | --------- | -------- | --------- |
| 1      | 5  | Damon Hill            | Williams-Renault   | 1:15.505  | 1:15.988 | –         |
| 2      | 6  | David Coulthard       | Williams-Renault   | 1:15.628  | 1:15.792 | + 0.123   |
| 3      | 1  | Michael Schumacher    | Benetton-Renault   | 1:16.039  | 1:15.839 | + 0.334   |
| 4      | 28 | Gerhard Berger        | Ferrari            | 1:15.932  | 1:16.994 | + 0.427   |
| 5      | 27 | Jean Alesi            | Ferrari            | 15:52.653 | 1:16.305 | + 0.800   |
| 6      | 30 | Heinz-Harald Frentzen | Sauber-Ford        | 1:16.837  | 1:16.647 | + 1.142   |
| 7      | 14 | Rubens Barrichello    | Jordan-Peugeot     | 1:16.725  | 1:16.971 | + 1.220   |
| 8      | 2  | Johnny Herbert        | Benetton-Renault   | 1:17.289  | 1:16.950 | + 1.445   |
| 9      | 15 | Eddie Irvine          | Jordan-Peugeot     | 1:17.197  | 1:17.116 | + 1.611   |
| 10     | 7  | Mark Blundell         | McLaren-Mercedes   | 1:17.348  | 1:17.721 | + 1.843   |
| 11     | 25 | Martin Brundle        | Ligier-Mugen/Honda | 1:17.788  | 1:17.624 | + 2.119   |
| 12     | 26 | Olivier Panis         | Ligier-Mugen/Honda | 1:18.033  | 1:18.065 | + 2.528   |
| 13     | 9  | Gianni Morbidelli     | Footwork-Hart      | 1:18.814  | 1:18.391 | + 2.886   |
| 14     | 4  | Mika Salo             | Tyrrell-Yamaha     | 1:18.604  | 1:19.083 | + 3.099   |
| 15     | 24 | Luca Badoer           | Minardi-Ford       | 1:19.285  | 1:18.810 | + 3.305   |
| 16     | 3  | Ukyo Katayama         | Tyrrell-Yamaha     | 1:18.828  | 1:19.114 | + 3.323   |
| 17     | 23 | Pedro Lamy            | Minardi-Ford       | 1:18.875  | 1:19.114 | + 3.370   |
| 18     | 29 | Karl Wendlinger       | Sauber-Ford        | 1:19.561  | no time  | + 4.056   |
| 19     | 10 | Taki Inoue            | Footwork-Hart      | 1:19.764  | 1:19.677 | + 4.172   |
| 20     | 22 | Roberto Moreno        | Forti-Ford         | 1:21.419  | 1:20.657 | + 5.152   |
| 21     | 21 | Pedro Paulo Diniz     | Forti-Ford         | 1:22.154  | 1:20.878 | + 5.373   |
| 22     | 17 | Andrea Montermini     | Pacific-Ford       | 1:21.659  | 1:21.870 | + 6.154   |
| 23     | 16 | Bertrand Gachot       | Pacific-Ford       | 1:22.881  | 1:21.998 | + 6.493   |
| 24     | 8  | Mika Häkkinen         | McLaren-Mercedes   | 1:37.998  |          | + 22.483  |
| Fonte: |    |                       |                    |           |          |           |

### Corrida
| Pos.   | Nº | Piloto                | Construtor         | Voltas | Tempo/Diferença  | Grid | Pontos |
| ------ | -- | --------------------- | ------------------ | ------ | ---------------- | ---- | ------ |
| 1      | 5  | Damon Hill            | Williams-Renault   | 81     | 1:49:15.946      | 1    | 10     |
| 2      | 26 | Olivier Panis         | Ligier-Mugen/Honda | 79     | + 2 voltas       | 12   | 6      |
| 3      | 9  | Gianni Morbidelli     | Footwork-Hart      | 79     | + 2 voltas       | 13   | 4      |
| 4      | 7  | Mark Blundell         | McLaren-Mercedes   | 79     | + 2 voltas       | 10   | 3      |
| 5      | 4  | Mika Salo             | Tyrrell-Yamaha     | 78     | + 3 voltas       | 14   | 2      |
| 6      | 23 | Pedro Lamy            | Minardi-Ford       | 78     | + 3 voltas       | 17   | 1      |
| 7      | 21 | Pedro Paulo Diniz     | Forti-Ford         | 77     | + 4 voltas       | 21   |        |
| 8      | 16 | Bertrand Gachot       | Pacific-Ford       | 76     | + 5 voltas       | 23   |        |
| Ret    | 3  | Ukyo Katayama         | Tyrrell-Yamaha     | 70     | Motor            | 16   |        |
| Ret    | 2  | Johnny Herbert        | Benetton-Renault   | 69     | Driveshaft       | 8    |        |
| Ret    | 15 | Eddie Irvine          | Jordan-Peugeot     | 62     | Motor            | 9    |        |
| Ret    | 30 | Heinz-Harald Frentzen | Sauber-Ford        | 39     | Câmbio           | 6    |        |
| Ret    | 28 | Gerhard Berger        | Ferrari            | 34     | Motor            | 4    |        |
| Ret    | 25 | Martin Brundle        | Ligier-Mugen/Honda | 29     | Spun off         | 11   |        |
| Ret    | 1  | Michael Schumacher    | Benetton-Renault   | 25     | Colisão          | 3    |        |
| Ret    | 27 | Jean Alesi            | Ferrari            | 23     | Colisão          | 5    |        |
| Ret    | 22 | Roberto Moreno        | Forti-Ford         | 21     | Spun off         | 20   |        |
| Ret    | 14 | Rubens Barrichello    | Jordan-Peugeot     | 20     | Spun off         | 7    |        |
| Ret    | 6  | David Coulthard       | Williams-Renault   | 19     | Acidente         | 2    |        |
| Ret    | 10 | Taki Inoue            | Footwork-Hart      | 15     | Spun off         | 19   |        |
| Ret    | 29 | Karl Wendlinger       | Sauber-Ford        | 8      | Cansaço físico   | 18   |        |
| Ret    | 17 | Andrea Montermini     | Pacific-Ford       | 2      | Câmbio           | 22   |        |
| DNS    | 24 | Luca Badoer           | Minardi-Ford       | 0      | Pane elétrica    | 15   |        |
| DNS    | 8  | Mika Häkkinen         | McLaren-Mercedes   | –      | Piloto machucado | 24   |        |
| Fonte: |    |                       |                    |        |                  |      |        |

## Tabela do campeonato após a corrida
| Pos.   | Piloto             | Pontos |
| ------ | ------------------ | ------ |
| 1      | Michael Schumacher | 102    |
| 2      | Damon Hill         | 69     |
| 3      | David Coulthard    | 49     |
| 4      | Johnny Herbert     | 45     |
| 5      | Jean Alesi         | 42     |
| Fonte: |                    |        |

| Pos.   | Construtor         | Pontos |
| ------ | ------------------ | ------ |
| 1      | Benetton-Renault   | 137    |
| 2      | Williams-Renault   | 112    |
| 3      | Ferrari            | 73     |
| 4      | McLaren-Mercedes   | 30     |
| 5      | Ligier-Mugen/Honda | 24     |
| Fonte: |                    |        |

- Nota: Somente as primeiras cinco posições estão listadas e os campeões da temporada surgem grafados em negrito.